# 과망가니즈산
과망가니즈산, 과망간산, 망간(VII)산은 화학식 HMnO4를 갖는 무기 화합물이다. 이 강력한 옥소산은 이수화물로 분리되었다. 과망가니즈산염의 짝산이다. 기술된 특징과 용도는 매우 제한적이다.

## 반응
강산인 HMnO4는 탈양성자화되어 강렬한 보라색의 과망가니즈산염을 형성한다. 과망가니즈산칼륨(KMnO4)은 광범위하게 사용되는 다용도의 강력한 산화제이다.
과망가니즈산 용액은 불안정하며 점차적으로 이산화망가니즈, 산소 및 물로 분해되며 초기에 형성된 이산화망가니즈는 추가 분해를 촉진한다. 분해는 열, 빛, 산에 의해 촉진된다. 농축된 용액은 희석되는 것보다 더 빨리 분해된다.
1. ↑  Stewart, R.; Mocek, M.M. (1963). “The Mechanisms of Permanganate Oxidation VII: The Oxidation of Fluoral Hydrate”. 《Canadian Journal of Chemistry》 41 (5): 1160-9. doi:10.1139/v63-164.
2. ↑  Bailey, N.; Carrington, A.; Lott, K.A.K.; Symons, M.C.R (1960). “Structure and Reactivity of the Oxyanions of Transition Metals Part VII: Acidities and Spectra of Protonated Oxyanions”. 《Journal of the Chemical Society (Resumed)》: 290-7. doi:10.1039/JR9600000290.